# Saint-Louis (Marseille)
Pour les articles homonymes, voir Saint-Louis.
Saint-Louis est un quartier de Marseille, situé dans le 15e arrondissement et faisant partie des quartiers nord. 

## Activité industrielles
C'est à Saint-Louis qu'a été créée la société Saint-Louis Sucre en 1866, d'où son nom. Une raffinerie est toujours installée dans le quartier bien que le siège social de l'entreprise se trouve aujourd'hui à Paris.